# Idiophthalma pantherina
Idiophthalma pantherina is een spinnensoort uit de familie Barychelidae. De soort komt voor in Venezuela.